# Box-office
Pour les articles homonymes, voir Box office (homonymie).
Le box-office, terme emprunté à l'anglais dans son acception de chiffre d'affaires (recettes), est un ensemble d'indicateurs numériques qui servent à mesurer le succès absolu ou relatif (classement) d'une production artistique (au théâtre ou au cinéma) ou d'une vedette.
Il se mesure en nombre de spectateurs, de billets vendus (« entrées ») ou en valeur monétaire fondée sur l'un des deux items précédents. On parle également d'« échelle de succès », de « classement » calculé d'après le montant des recettes.
En anglais, dans son acception première, box office désigne l'emplacement où sont vendus les billets (la caisse ou le guichet), la billetterie d'une salle de cinéma, d'un théâtre, etc.

## Intérêt
Il s'agit d'une donnée initialement destinée aux professionnels, notamment pour permettre la répartition des recettes et aider à la programmation. C'est devenu un argument de promotion avec une communication axée sur les records et l'idée sous-jacente que l'œuvre mérite d'être consommée car elle a rencontré un important succès public.
L'activité financière de l'industrie du cinéma est fortement influencée par le box-office, car il lui permet d'anticiper un succès avec une probabilité plus forte que la moyenne. Un succès peut relancer un genre (Gladiator a ainsi remis en avant le péplum devenu désuet, tout comme Star Wars a popularisé le space opera au cinéma) ou générer une franchise avec des suites (sequels et préquelles).
Le système américain du box-office se base sur des recettes en dollars américains et favorise ainsi les scores des films récents grâce à l'effet de l'inflation, permettant ainsi de communiquer sur des records régulièrement battus.
En toute logique, l'événement créé par le box-office a l'avantage de s'auto-entretenir grâce à un cercle vertueux et l'amplification des médias.

## Les champions du box-office du cinéma
Les comparaisons dans le temps sont difficiles car le contexte est évolutif. Ainsi, même les analyses qui comparent les recettes mondiales en les ajustant de l'inflation ne peuvent retranscrire que de façon imparfaite l'impact des films, tant sociologique que financier, car elles négligent les retombées du merchandising ou les recettes des autres supports de diffusion, et elles ne relativisent pas les performances par rapport à la concurrence des autres loisirs.

### Mondial
Le box-office mondial est composé à environ 40 % par les recettes aux États-Unis. D'autres pays sont puissants en nombre de productions à l'année, comme l'Inde qui figure à ce niveau devant les États-Unis, mais ils restent surtout cantonnés à leur territoire national et exportent mal leurs productions. Seuls les blockbusters américains parviennent à obtenir des carrières mondiales et d'envergure. Ainsi ces films obtiennent régulièrement des parts de marché supérieures à 50 % dans les pays occidentaux hors territoire américain.

### États-Unis et Canada
Aux États-Unis et au Canada, le succès d'un film est mesuré aux recettes accumulées. Cette façon de suivre le box-office permet de mesurer un succès proportionnellement à son budget (encore qu'il faille enlever la part distributeur et les dépenses marketing), mais a surtout pour conséquence de favoriser les films les plus récents, compte tenu de l'inflation sur le prix des billets.
Créé en 1905, le journal Variety diffuse chaque semaine le box-office américain.

### Chine
La Chine constitue le 2e plus grand marché cinématographique au monde en termes de recettes, derrière l'Amérique du Nord.

### Allemagne
En Allemagne, le suivi est réalisé sur la base du nombre d'entrées. La Filmförderungsanstalt (FFA) donne des statistiques précises depuis 1986. Les statistiques pour toute l'Allemagne ne sont disponibles que depuis la Réunification allemande en 1990. Auparavant, elles étaient partagées entre les statistiques de la RFA et celles de la RDA, où prédominaient les productions d'État.

### France
En France, le suivi est réalisé sur la base du nombre d'entrées. Autrefois, le suivi reposait sur les chiffres Paris-Périphérie car le système des exclusivités et des sorties décalées entre Paris et la province permettait d'avoir une vision plus rapide des succès. Avec le système manuel de l'époque, cela permettait également d'avoir un suivi plus fiable et plus rapide du box-office du moment. Désormais, la technique autorise un suivi des chiffres pour la France sans difficulté.
Néanmoins, les comparaisons sur les entrées ne sont pas toujours aisées car il est difficile de comparer un résultat obtenu dans les années 1950, alors que la fréquentation annuelle dépassait 370 millions de spectateurs sans concurrence véritable de la télévision, avec les scores obtenus au début des années 1990, alors que la fréquentation représentait quelque 120 millions de spectateurs. De même, la concurrence des loisirs numériques et du piratage est à prendre en compte pour analyser la fréquentation des dernières années. Enfin, le phénomène des reprises qui permettait de prolonger un succès sur plusieurs générations a quasiment disparu. Néanmoins à deux reprises dans les années 2010, la fréquentation des cinémas a franchi la barre des 200 millions de spectateurs, en 2010, 2011 et 2014, représentant la meilleure année depuis 1967.
Pendant longtemps, seules les données postérieures à 1956 étaient disponibles, avec une bonne fiabilité à partir de 1963. Cinéchiffres, qui fournit les informations quotidiennes sur le box-office français, est né seulement en 1970. Cependant, des travaux récents, réalisés à partir des archives du CNC, ont permis de compléter le box-office jusqu'en 1945.
Le top 10 des films ayant réalisé le plus grand nombre d'entrées en France (reprises incluses) :
| Rang | Titre                                 | Réalisateur                     | Année | Entrées    | Pays                                          |
| ---- | ------------------------------------- | ------------------------------- | ----- | ---------- | --------------------------------------------- |
| 1    | Titanic                               | James Cameron                   | 1997  | 22 295 045 | Drapeau des États-Unis                        |
| 2    | Bienvenue chez les Ch'tis             | Dany Boon                       | 2008  | 20 489 303 | Drapeau de la France                          |
| 3    | Intouchables                          | Éric Toledano / Olivier Nakache | 2011  | 19 490 688 | Drapeau de la France                          |
| 4    | Blanche-Neige et les Sept Nains       | David Hand                      | 1938  | 18 290 843 | Drapeau des États-Unis                        |
| 5    | La Grande Vadrouille                  | Gérard Oury                     | 1966  | 17 317 745 | Drapeau de la France · Drapeau du Royaume-Uni |
| 6    | Autant en emporte le vent             | Victor Fleming                  | 1950  | 16 719 236 | Drapeau des États-Unis                        |
| 7    | Avatar                                | James Cameron                   | 2009  | 15 340 969 | Drapeau des États-Unis                        |
| 8    | Astérix et Obélix : Mission Cléopâtre | Alain Chabat                    | 2002  | 14 967 407 | Drapeau de la France · Drapeau de l'Allemagne |
| 9    | Il était une fois dans l'Ouest        | Sergio Leone                    | 1968  | 14 862 764 | Drapeau de l'Italie · Drapeau des États-Unis  |
| 10   | Le Livre de la jungle                 | Wolfgang Reitherman             | 1967  | 14 695 741 | Drapeau des États-Unis                        |

### Autres pays
- Box-office Belgique
- Box-office Corée du Sud
- Box-office Espagne
- Box-office Inde
- Box-office Italie
- Box-office Japon
- Box-office Québec
- Box-office Pays-Bas
- Box-office Royaume-Uni
- Box-office Suisse

## Les records de rapidité au box-office du cinéma

### États-Unis et Canada
Meilleurs démarrages (premier week-end vendredi à dimanche) :
- Avengers: Endgame : 357 115 007 $ (du 26 au 28 avril 2019)
- Spider-Man: No Way Home : 260 138 569 $ (du 17 au 19 décembre 2021)
- Avengers: Infinity War : 257 698 183 $ (du 27 au 29 avril 2018)

### France
Meilleurs démarrages en une journée (avant-premières incluses) :
- 007 Spectre : 850 297 entrées (11 novembre 2015)
- Spider-Man 3 : 804 345 entrées (1er mai 2007)
- Taxi 2 : 801 922 entrées (29 mars 2000)

Meilleurs démarrages en une semaine :
- Bienvenue chez les Ch'tis : 4 378 720 entrées (du 27 février au 4 mars 2008)
- Les Bronzés 3 : 3 906 694 entrées (du 1 au 7 février 2006)
- Star Wars, épisode VII : Le Réveil de la Force : 3 801 235 entrées (du 16 au 22 décembre 2015)

## Acteurs et actrices populaires

### Monde
Depuis 1937, plus de 950 films ont généré plus de 200 millions de dollars de recettes au box-office mondial. Le tableau ci-dessous comprend les dix acteurs qui ont joué dans le plus grand nombre de ces films.
Box office au 28 mai 2025
| Rang | Nom               | Nb de films à + 200 millions de $ | Plus gros succès                                                           |
| ---- | ----------------- | --------------------------------- | -------------------------------------------------------------------------- |
| 1    | Samuel L. Jackson | 30                                | Avengers: Endgame (2019) - 2 799 439 100 $                                 |
| 2    | Tom Cruise        | 27                                | Top Gun: Maverick (2022) - 1 495 696 292 $                                 |
| 3    | Matt Damon        | 20                                | Oppenheimer (2023) - 975 594 978 $                                         |
| 4    | Harrison Ford     | 19                                | Star Wars, épisode VII : Le Réveil de la Force (2015) - 2 071 310 218 $    |
| 5    | Dwayne Johnson    | 18                                | Fast and Furious 7 (2015) - 1 515 341 399 $                                |
| 6    | Johnny Depp       | 18                                | Pirates des Caraïbes : Le Secret du coffre maudit (2006) - 1 066 179 747 $ |
| 7    | Will Smith        | 17                                | Aladdin (2019) - 1 054 304 000 $                                           |
| 8    | Hugh Jackman      | 17                                | Deadpool et Wolverine (2024) - 1 338 073 645 $                             |
| 9    | Tom Hanks         | 16                                | Da Vinci Code (2006) - 760 006 945 $                                       |
| 10   | Bruce Willis      | 16                                | Sixième Sens (1999) - 1 114 955 287 $                                      |

### France
Le tableau ci-dessous classe les acteurs du cinéma français en fonction du nombre de films ayant fait l'objet de plus d'un million d'entrées. Il peut donc donner une idée de la popularité relative des acteurs français, mais toute interprétation doit être relativisée : ces données peuvent donner plus de poids à un acteur ayant eu de nombreux rôles mineurs.
Est pris en compte ici, le box-office français après 1945.
Box office au 31 décembre 2024
| Rang | Nom                | Nb de films « millionnaires » | Plus gros succès (titre du film, année et entrées)        |
| ---- | ------------------ | ----------------------------- | --------------------------------------------------------- |
| 1    | Louis de Funès     | 102                           | La Grande Vadrouille (1966) - 17 317 745                  |
| 2    | Bernard Blier      | 68                            | Les Misérables (1958) - 9 940 533                         |
| 3    | Fernandel          | 62                            | Le Petit Monde de don Camillo (1952) - 12 791 168         |
| 4    | Gérard Depardieu   | 62                            | Astérix et Obélix : Mission Cléopâtre (2002) - 14 967 407 |
| 5    | Jean Gabin         | 58                            | Les Misérables (1958) - 9 940 533                         |
| 6    | Jean-Paul Belmondo | 58                            | Le Cerveau (1969) - 5 547 305                             |
| 7    | Michel Galabru     | 53                            | Bienvenue chez les Ch'tis (2008) - 20 489 303             |
| 8    | Michel Serrault    | 51                            | La Cage aux folles (1978) - 5 406 614                     |
| 9    | Alain Delon        | 50                            | Astérix aux Jeux olympiques (2008) - 6 817 803            |
| 10   | Bourvil            | 49                            | La Grande Vadrouille (1966) - 17 317 745                  |

### États-Unis et Canada
Depuis 1937, plus de 850 films ont généré plus de 100 millions de dollars de recettes au box-office nord-américain. Le tableau ci-dessous comprend les dix acteurs qui ont joué dans le plus grand nombre de ces films.
Box office au 8 juillet 2025
| Rang | Nom               | Nb de films à + 100 millions de $ | Plus gros succès                                                        |
| ---- | ----------------- | --------------------------------- | ----------------------------------------------------------------------- |
| 1    | Samuel L. Jackson | 26                                | Avengers: Endgame (2019) - 2 799 439 100 $                              |
| 2    | Tom Cruise        | 23                                | Top Gun: Maverick (2022) - 1 495 696 292 $                              |
| 3    | Harrison Ford     | 19                                | Star Wars, épisode VII : Le Réveil de la Force (2015) - 2 071 310 218 $ |
| 4    | Matt Damon        | 18                                | Oppenheimer (2023) - 975 811 333 $                                      |
| 5    | Dwayne Johnson    | 17                                | Fast and Furious 7 (2015) - 1 515 341 399 $                             |
| 6    | Will Smith        | 17                                | Aladdin (2019) - 1 054 304 000 $                                        |
| 7    | Tom Hanks         | 16                                | Da Vinci Code (2006) - 760 006 945 $                                    |
| 8    | Hugh Jackman      | 15                                | Deadpool et Wolverine (2024) - 1 338 073 645 $                          |
| 9    | Morgan Freeman    | 15                                | The Dark Knight Rises (2012) - 1 114 955 287 $                          |
| 10   | Brad Pitt         | 15                                | Deadpool 2 (2018) - 785 896 632 $                                       |